# Die Musik des Erich Zann
Die Musik des Erich Zann (Originaltitel: The Music of Erich Zann) ist eine Kurzgeschichte von Howard Phillips Lovecraft, geschrieben im Dezember 1921 und erstveröffentlicht im März 1922 in der Zeitschrift The National Amateur. Sie gehört zu den beliebtesten Erzählungen Lovecrafts, wurde vielfach nachgedruckt und in mehrere Sprachen übersetzt, unter anderem ins Deutsche und ins Französische. Bis in die Gegenwart hat sie Schriftsteller, Illustratoren, Filmemacher und nicht zuletzt Musiker zu eigenen Schöpfungen angeregt.

## Erzählsituation, zeitlicher und örtlicher Rahmen
Wie in einer Reihe anderer Texte Lovecrafts ist es ein namenloser Ich-Erzähler, der von der „Musik des Erich Zann“ berichtet, und zwar aus deutlicher zeitlicher Distanz, die gleich zu Beginn thematisiert wird. Die Distanz zwischen dem erzählenden und dem erlebenden Ich manifestiert sich vor allem darin, dass der Erzähler den Ort der Handlung nicht mehr wiederfinden kann, obwohl er alte Stadtpläne heranzieht. Die Kurzgeschichte spielt in einer namenlosen französischen Universitätsstadt, die Züge von Paris aufweist. Lovecraft kannte damals weder Paris noch Frankreich aus eigener Anschauung, keine seiner anderen Erzählungen hat dort ihren Schauplatz.
Die Ereignisse spielen sich, wie der Erzähler angibt, „während der letzten Monate seines verarmten Lebens als Student der Metaphysik“ ab. Es folgt eine ausführliche Beschreibung des Ortes: zunächst des Stadtviertels, dann der Rue d'Auseil, schließlich des Hauses, in dem der Erzähler damals wohnte. Die Lovecraft-typischen Ingredienzien des Grauens erscheinen Stück für Stück: Dunkelheit, hohes Alter, Gestank und Verfall. Dazu kommt das Motiv der steilen, in Treppen übergehenden Straße, das Lovecraft ebenfalls wiederholt verwendet hat: Nach steilem Anstieg über Treppenfluchten, zwischen vorgeneigten, sich fast berührenden uralten, zerfallenden Häusern schließt eine riesige Mauer die Straße ab, die nur von dem Haus überragt wird, das der Erzähler bewohnt.

## Handlung
In seinem Zimmer hört der Erzähler nachts die titelgebende Musik, die von oben kommt, aus dem Mansardenraum im obersten Stockwerk. Wie ihm der gelähmte Hausverwalter Blandot mitteilt, stammt sie von einem „viol player“ (gemeint ist wohl ein Cellist), dem stummen Deutschen Erich Zann, der abends in einem „billigen Theaterorchester“ beschäftigt ist und nachts für sich selbst spielt. Fasziniert von den fremdartigen Harmonien, passt er den alten Mann im Treppenhaus ab. Bei einem Besuch in Zanns Zimmer spielt dieser jedoch gerade nicht die unheimlichen nächtlichen Melodien, und als der Erzähler sie zu pfeifen versucht und gar das Verlangen äußert, einen Blick durch das verhängte Fenster über die Mauer auf die Stadt zu werfen, bricht Zann den Besuch abrupt ab.
Doch die Faszination des Erzählers schwindet nicht. Eines Nachts hört er wieder im Treppenhaus das rasende Instrument und dann einen unartikulierten Schrei. Zann lässt ihn ein und bedeutet ihm, er werde für ihn einen vollständigen Bericht seiner Besessenheit in deutscher Sprache niederlegen. Plötzlich erklingt von außen ein ferner, „wohlüberlegter und absichtsvoller“ (deliberate and purposeful) Ton, und sogleich beginnt das unheimliche Cellospiel Zanns von Neuem. Es erhebt sich ein Sturm, der das Fenster zerstört und die beschriebenen Blätter hinausweht – und draußen sieht der Erzähler nicht die Lichter der Stadt, sondern chaotischen, licht- und formlosen, klangerfüllten unendlichen Raum. In Panik flieht er, erreicht die bewohnte Stadt und findet den Ort des Grauens und der Faszination nie wieder.

## Analyse
Die Erzählung folgt einer Handlungskurve, die für Lovecrafts Erzählungen sehr charakteristisch ist: Sukzessive werden Indizien aufgebaut, die eine natürliche Lösung des Rätsels immer unwahrscheinlicher werden lassen. Dennoch hält der Erzähler an dieser Fiktion fest, bis sich auf dem Höhepunkt der Handlung die überwältigende, übernatürliche Realität durchsetzt (hier mit dem Blick aus dem Fenster). In dieser Erzählung wird das Muster schlackenlos realisiert; da die sonst bei Lovecraft so häufigen Verweise auf die von ihm geschaffene mythische Welt fehlen und auch von Vorausdeutungen und formelhaften Attributen sparsamer Gebrauch gemacht wird, wirkt die plötzliche Wendung besonders überraschend. Diese Schlackenlosigkeit wird auch als Grund dafür angeführt, dass die Erzählung so beliebt ist, unter anderem von Lovecraft selbst. Ihr entspricht die sprachliche Form, die bis zum Höhepunkt der Handlung durchgängig am objektivierenden Erzählerbericht festhält, wenn auch zunehmend angereichert mit emotionalisierenden Ausdrücken. Erst im Augenblick der Flucht gibt der Erzähler einen Satz lang seine Distanz auf und reiht asyndetisch, gleichsam atemlos, Verben der Bewegung aneinander – um gleich wieder zurückzufinden in die wehmütige Coda:
Leaping, floating, flying down those endless stairs through the dark house; racing mindlessly out into the narrow, steep, and ancient street of steps and tottering houses; clattering down steps and over cobbles to the lower streets and the putrid canyon-walled river; panting across the great dark bridge to the broader, healthier streets and boulevards we know; all these are terrible impressions that linger with me.
Die „kalkulierte Ungenauigkeit“, mit der Lovecraft den Einbruch des Übernatürlichen ausstattet, erstreckt sich hier auch auf die thematisierte Kunstform, die Musik. Im Unterschied zu dem fünf Jahre später geschriebenen Seitenstück Pickmans Modell, wo auf dem Wege der Malerei die Verderben bringende Schwelle überschritten wird, bleibt die Beschreibung der von Zann gespielten Musik abstrakt. Es fehlen Hinweise auf Vertreter, Formen und Machart; lediglich von einem ungarischen Tanz und einem fugenartigen Stück ist die Rede, alles Weitere bleibt im Ungefähren. Der Erzähler ist, wie Lovecraft selbst, „unversed in music“ und vermag daher die Struktur der Musik nicht zu erfassen, sie wird lediglich mit sich steigernden Vokabeln der Überwältigung bezeichnet. Dies lässt der Vorstellungskraft freien Raum. Donald Burleson hat vorgeschlagen, die Erwähnung einer Fuge als Hinweis auf die Textstruktur zu lesen, die selbst den Vorgaben einer Fuge folge.

## Rezeption
Die „Musik des Erich Zann“ gehört zu den beliebtesten Kurzgeschichten Lovecrafts. Bereits zu seinen Lebzeiten wurde sie mehrfach nachgedruckt, so in Dashiell Hammetts Horrorstory-Sammlung „Creeps by night“ 1931 und auf einer vollen Zeitungsseite im Londoner Evening Standard (24. Oktober 1932).
Das Werk wurde von H. C. Artmann ins Deutsche übersetzt; die deutsche Fassung erschien zunächst 1968 im Insel-Verlag und dann in den 1970er Jahren in einer Reihe von Sammelbänden der Phantastischen Bibliothek bei Suhrkamp.
Eine Comic-Version der Geschichte erschien 1994 im Band Lovecraft von Reinhard Kleist.
Klaus Hagemeister erstellte Illustrationen zu dem Werk; die Kurzgeschichte erschien mit diesen Illustrationen als „Grafiknovelle“ in einer limitierten Auflage von 250 Exemplaren. Es gibt zudem eine filmische Realisierung von John Strysik, eine achtminütige Stop-Motion-Verfilmung von Anna Gawrilow und nicht wenige Metal- und Ambient-Bands, die die Musik des Erich Zann  in Klänge umzusetzen versuchen, zum Beispiel Bal-Sagoth, Mekong Delta (Konzeptalbum The Music of Erich Zann, 1988) sowie die klassischen Komponisten Alexey Voytenko und Stephen Tosh. 2003 erschien ein deutschsprachiges Hörbuch mit der Kurzgeschichte und ihrem Seitenstück, Pickmans Modell; Sprecher darauf ist das Tocotronic-Mitglied Dirk von Lowtzow.
Eine Fortsetzung unter dem Titel „The Silence of Erika Zann“ hat James Wade geschrieben.
Auf dem Festival Unmenschliche Musik hielt die Literaturwissenschaftlerin und Musikerin Ebba Durstewitz am 23. Februar 2013 einen Vortrag über musikalische Adaptionen des Erich-Zann-Stoffes im Berliner Haus der Kulturen der Welt.
Markus Winter verwendete die Kurzgeschichte als Kernerzählung für das erste Staffelfinale seiner Hörspielserie Howard Phillips Lovecraft – Chroniken des Grauens.

## Ausgaben und Realisierungen
Erstveröffentlichung
- The Music of Erich Zann. In: The National Amateur, 44:4 (März 1922), S. 38–40.

Deutschsprachige Erstveröffentlichung
- Die Musik des Erich Zann. Übersetzt von H. C. Artmann. In: Cthulhu. Geistergeschichten. Insel Verlag, Frankfurt/Main, 1968, S. 72–85.

Weiteres
- The Music of Erich Zann. In: Dashiell Hammett (Hg.): Creeps by night. Chills and Thrills. John Day, New York, 1931.
- Die Musik des Erich Zann. Illustriert von Klaus Hagemeister. Edition Phantasia, Bellheim, 2001. ISBN 3-924959-59-5

- Die Musik des Erich Zann. Stop-Motion-Film von Anna Gawrilow. Bauhaus-Universität Weimar 2005. http://www.trickfilmnoir.de/
- The Music of Erich Zann. Verfilmung, Regie: John Strysik. 1980. IMDB-Link

- Pickmans Modell – Die Musik des Erich Zann. Gelesen von Dirk von Lowtzow. Hörbuch, Universal Music, Berlin, 2003. ISBN 3-8291-1346-3
- Die Musik des Erich Zann. In: Jäger der Finsternis. Gelesen von David Nathan. Hörbuch, Lübbe Audio, Februar 2007. ISBN 978-3-7857-3296-0
- Die Musik des Erich Zann In: HOWARD PHILLIPS LOVECRAFT – Chroniken des Grauens: Akte 04. Hörspiel von Markus Winter nach Motiven von Howard Phillips Lovecraft, WinterZeit Verlag, März 2022
- Die Musik des Erich Zann. In: Gruselkabinett (Folge 185). Hörspiel von Marc Gruppe, Titania Medien, September 2023, ISBN 978-3-7857-8598-0

## Belege
1. ↑  Vgl. .
2. ↑  Vgl. Manganelli 1972, der diese Zutaten auch in anderen Lovecraft-Kurzgeschichten identifiziert.
3. ↑  vgl. Schultz/Joshi, S. 94.
4. ↑  Dass hier viol, was eigentlich Gambe bedeutet, nicht nur als poetische Bezeichnung für die Geige benutzt wird, zeigt S. T. Joshi; Bemerkungen in Lovecrafts Briefen deuten darauf hin, dass er sich ein Cello vorstellte. Vgl. den Anmerkungsteil in: H. P. Lovecraft: The Thing on the Doorstep and Other Weird Stories. Hg. und mit Anmerkungen versehen von S. T. Joshi. Hier: S. 377
5. ↑  Vgl. Donald Burleson: Lovecraft: A Critical Study. Greenwood Press, University of Michigan, 198, S. 64. ISBN 0-313-23255-5; S. T. Joshi, David E. Schultz: An H. P. Lovecraft Encyclopedia, S. 177.
6. ↑  Manganelli 1972, S. 12
7. ↑  Burleson 1990.
8. ↑  Vgl. den Anmerkungsteil in: H. P. Lovecraft: The Thing on the Doorstep and Other Weird Stories. Hg. und mit Anmerkungen versehen von S. T. Joshi. Hier: S. 377.
9. ↑  Ebba Durstewitz über musikalische Adaptionen zu Erich Zann auf www.taz.de, 30. März 2013
10. ↑  Was ist die Musik des Erich Zann? auf www.hkw.de, Haus der Kulturen der Welt, Berlin 2013